# 7-O-甲基羽扇豆异黄酮
7-O-甲基羽扇豆异黄酮（英語：7-O-Methylluteone）是一种有机化合物，分子式C21H20O6，属于异黃酮類化合物，存在于马赛刺桐（Erythrina burttii）的树皮中。